# VOREAS北海道
VOREAS北海道（日语：ヴォレアス北海道）是位於日本北海道旭川市的職業男子排球隊。球隊成立於2016年，擁有者為株式會社VOREAS（VOREAS,INC.）。2024/25賽季，球隊參賽於SV聯賽。

## 球隊概要
- VOREAS北海道由株式會社ヴォレアス（VOREAS,INC.）營運，代表人為池田憲士郎。
- 隊名「VOREAS」取自希臘神話的北風之神BOREAS之名，並把B改為排球的V（Volleyball）。
- 球隊的主視覺為「狼」，從狼的集體行動聯想到排球的團隊力量，同時也是愛奴文化當中的「神」的象徵。另外，BOREAS是有翅膀的神，因此主視覺的狼身上也有一對翅膀[1]。
- 球隊的標語為Children of The Revolution.，意思為革命之子們。

## 歷史

### 創始期到2018/19賽季
2016年，VOREAS北海道申請加入日本排球聯賽機構並通過審核，2017年正式加入，並取得2017/18賽季參加V聯賽挑戰二級的資格。
2017年9月，臺灣男排隊長陳建禎宣布與VOREAS簽約。2017年11月18日，VOREAS北海道迎來了在V聯賽的首戰並獲得勝利，總教練為克羅埃西亞籍的Edo Klein。該賽季VOREAS北海道獲得V聯賽挑戰二級的冠軍，陳建禎一舉榮獲最高殊勳選手賞（MVP）、得分王及攻擊賞；白石啓丈榮獲接發球賞。
2018/19賽季，V Premier League改制為V. LEAGUE，VOREAS北海道取得V. LEAGUE Division 3（V3）參賽資格。該賽季VOREAS北海道以18勝2負的戰績取得V3冠軍，古田史郎獲得MVP以及得分王兩項大獎，辰巳遼則獲得最佳新人。

### 2019/20賽季與挑戰賽取消
2019/20賽季，VOREAS北海道晉升V2行列，同時延攬了臺灣好手張育陞入隊。
同賽季也取得了S1的執照，如果能在V2打進前兩名，就能取得挑戰賽的資格，爭取升上一級的機會。VOREAS北海道本賽季與富士通都是19勝1敗的戰績，儘管積分少了對手2分而屈居第2名，但還是取得了挑戰賽的資格，古田史郎獲得敢鬥賞殊榮。
原訂要在2020年3月14、15日舉行的挑戰賽（升降賽）預計要和VC長野進行兩場比賽，然而受到Covid-19的影響，2月28日，聯盟決議改採無觀眾方式展開。隨後疫情擴大，3月9日，聯盟宣布挑戰賽取消，本賽季不進行升降變化。
VOREAS北海道隨即提出申請，希望挑戰賽能夠延期舉辦而不是取消，理由是在下個賽季開幕前（10月）還有很長一段時間，希望可以在這段時間擇期舉辦，如果真的無法順利舉行，那麼希望VOREAS北海道能自動升格，下個賽季V1有11支隊伍參賽。最終本年度挑戰賽還是沒有舉辦，VOREAS北海道4月在官網宣布得到V聯賽機構的回覆，但涉及內部決定不便公開，VOREAS北海道新賽季續留V2。總教練Edo Klein表示，「V1升格戰我們沒有贏，但我們也沒有輸。我們會帶著這份心情，在下個賽季繼續努力，目標是V2冠軍。」

### 2020/21賽季至今

#### 2020/21賽季
2020年7月，前日本男排隊長、曾經效力於JT雷霆（現JT雷霆廣島）的越川優宣布加盟。10月，官方宣布持續取得S1執照，也是V2球隊唯一有S1執照的隊伍，因此和上個賽季相同，只要取得V2前兩名就能與V1最後一名進行挑戰賽（升降賽），爭取升上V1的資格。11月，前日本男排代表、曾效力於Toray Arrows的渡邊俊介入團。
12月舉行的天皇杯・皇后杯，首戰對手Toray Arrows有球員感染Covid-19而無法出賽，VOREAS北海道不戰而勝。八強戰遭遇V1的JTEKT STINGS，最終以1-3敗退。
本賽季受到Covid-19的影響，部分賽事中止。V2球隊中，只有富士通、長野GR以及兵庫Delfino完成所有賽事。最終V聯盟做出相關裁決，VOREAS北海道戰績15勝3負，位居總排名第2，獲得挑戰賽資格，張育陞獲得敢鬥賞以及發球賞的殊榮。
挑戰賽原訂於2021年4月3日、4日於千葉縣船橋市舉行，對手是V1第10名的大分三好白鷲。4月1日，大分三好傳出有隊職員感染Covid-19，聯盟緊急宣布挑戰賽中止。4月19日，聯盟宣布挑戰賽改於5月4日、5日在三重縣以無觀眾方式舉辦。
挑戰賽首日，VOREAS北海道以0-3敗給大分三好，次日儘管VOREAS北海道以3-2拿下勝利，但積分不敵大分三好，因而無緣升上V1舞台。挑戰賽結束後，5月下旬，球隊宣布包含隊長古田史郎在內的7名選手退團，Edo Klein下個賽季將繼續執掌兵符。

#### 2021/22賽季
2021/22賽季的上半季，VOREAS北海道拉出一波10連勝。隨後在12月的天皇杯第二輪與V1的名古屋狼犬激戰五局之後惜敗。
VOREAS北海道本賽季在例行賽取得27勝1負的戰績，首度在V2聯賽取得冠軍，第3度取得挑戰賽資格，同時首度取得黑鷲旗參賽權，但球團在4月4日宣布不參與本年度的黑鷲旗賽事。本賽季張育陞獲得最高殊勳選手賞、得分王及發球賞三項大獎。老將越川優則在賽季尾聲的3月宣布本季結束之後引退，最後一個目標就是要幫助球隊取得V1資格。
挑戰賽於4月9日、10日在神奈川縣小田原市小田原體育館進行，VOREAS北海道的對手是V1排名墊底的VC長野。首戰VOREAS北海道以3-2擊敗VC長野，然而在第二戰，VOREAS北海道在鏖戰五局之後敗給對手，最終1勝1負、積分相同的狀況下，VC長野的得分率優於VOREAS北海道，因此由VC長野取得挑戰賽的勝利，VOREAS北海道依舊無緣在下個賽季挑戰V1殿堂。賽後記者會上，越川優表示：「雖然很遺憾，但球隊在這個賽季真的表現得非常好，可是還是有不足的地方。（VC長野）讓我們看到了一支一直在V1戰鬥的球隊的樣子，在這樣大場面的比賽，經驗上還是有落差，真的感覺到如果沒有辦法跨過這道坎，就無法挑戰V1。雖然輸球了，但整個賽季下來，球隊真的很棒了。」
4月，期間限定移籍的柏田樹回歸原母隊Suntory Sunbirds。5月下旬，球團正式宣布越川優、渡邊俊介、加藤伊織、田城廣光、濱田翔太等5位選手退團，Edo Klein則繼續執掌2022/23賽季兵符。

#### 2022/23賽季
2022年7月，球團宣布原先效力於Veertien三重的自由球員外崎航平入隊；8月，原效力於FC東京的快攻手井上仁、原效力於VC長野的舉球員山岸隼及來自芬蘭的外援PEETU MÄKINEN入隊；9月，Suntory Sunbrids快攻手樫村大仁期間限定移籍加入。同月，球團宣布新賽季體制，由佐佐木博秋擔任隊長、後藤万澄擔任副隊長。
本賽季VOREAS北海道在例行賽取得25勝2敗的成績位居冠軍，這是他們連續兩年取得V2例行賽冠軍，也是連續3年獲得挑戰賽資格。張育陞除了蟬聯最高殊勳選手賞、得分王及發球賞之外，還以59%的攻擊成功率首度獲得攻擊賞。
挑戰賽於2023年4月8日、9日在茨城縣舉辦，對手是V1第10名的大分三好。挑戰賽之前，球團宣布不參加本年度的黑鷲旗賽事。
挑戰賽首日，VOREAS北海道以3-2擊敗大分三好，取得寶貴的一場勝利，張育陞攻下全場最高的36分。挑戰賽第2天，在張育陞全場狂轟35分的帶領下，VOREAS北海道以3-1再度擊敗大分三好，挑戰賽二連勝，在創隊6年後終於取得升級V1的門票，同時也是北海道第一支V1球隊。總教練Edo Klein賽後表示：「終於等到升級V1的這一刻。大分三好是很棒的隊伍，我們也非常努力的應戰了。過去兩個賽季我們都遇到了挫折，但每一年我們都一點一滴的成長、變強，然後回到賽場上。我想跟球隊的大家說，勝者絕對不是不會失敗的人，而是永不放棄的人。這個賽季非常感謝一直支持我們的球迷們，在我們最困難的時候支撐著我們。今天起，VOREAS的新篇章正式開始！」。
挑戰賽結束後，球團宣布樫村大仁期間限定移籍結束，將回到母隊Suntory Sunbrids。

## 歷年戰績

#### V Permium League/V Challenge League
| 聯賽                  | 賽季    | 排名 | 參賽隊伍數 | 例行賽 | 例行賽   | 例行賽 | 例行賽 |
| 聯賽                  | 賽季    | 排名 | 參賽隊伍數 | 排名   | 應賽場數 | 勝     | 負     |
| --------------------- | ------- | ---- | ---------- | ------ | -------- | ------ | ------ |
| V Challenge League II | 2017/18 | 冠軍 | 10         | 1      | 18       | 15     | 3      |

#### V.League
| 聯賽       | 賽季    | 排名   | 參賽隊伍數 | 例行賽 | 例行賽   | 例行賽 | 例行賽 |
| 聯賽       | 賽季    | 排名   | 參賽隊伍數 | 排名   | 應賽場數 | 勝     | 負     |
| ---------- | ------- | ------ | ---------- | ------ | -------- | ------ | ------ |
| DIVISION 3 | 2018-19 | 冠軍   | 6          | 1      | 20       | 18     | 2      |
| DIVISION 2 | 2019-20 | 第二名 | 12         | 2      | 20       | 19     | 1      |
| DIVISION 2 | 2020-21 | 第二名 | 11         | 2      | 18       | 15     | 3      |
| DIVISION 2 | 2021-22 | 冠軍   | 15         | 1      | 28       | 27     | 1      |
| DIVISION 2 | 2022-23 | 冠軍   | 10         | 1      | 27       | 25     | 2      |
| DIVISION 1 | 2023-24 | 第九名 | 10         | 9      | 36       | 3      | 33     |

#### SV.LEAGUE
| 聯賽      | 賽季    | 排名 | 參賽隊伍數 | 例行賽 | 例行賽   | 例行賽 | 例行賽 |
| 聯賽      | 賽季    | 排名 | 參賽隊伍數 | 排名   | 應賽場數 | 勝     | 負     |
| --------- | ------- | ---- | ---------- | ------ | -------- | ------ | ------ |
| SV.LEAGUE | 2024/25 |      | 10         |        | 44       |        |        |

## 2024/25賽季球員名單
◎S：舉球員（Setter）、OH：主攻手（Outside Hitter）、MB：快攻手（Middle Blocker）、OP：舉球員對角（Opposite）、L：自由球員（Libero）。

## 外部連結
- 官方网站 （日語）